# Motoharu Yoshizawa
Pour les articles homonymes, voir Yoshizawa.
Motoharu Yoshizawa (吉沢元治 ; 1931 - 12 septembre 1998) est un bassiste japonais influent, connu pour son style musical entre le free jazz et l'improvisation libre, utilisant parfois des sonorités électroniques et une basse cinq cordes dessinée par ses soins qu'il nomme 'Tiritack'.
Yoshizawa collabora avec d'innombrables musiciens durant sa longue carrière, parmi les plus connus citons Masayuki Takayanagi, Masahiko Togashi, Takehisa Kosugi, Mototeru Takagi (en), Kaoru Abe, Steve Lacy, Dave Burrell (en), Derek Bailey, Evan Parker, Barre Phillips, Butch Morris, Elliot Sharp (en), Ikue Mori, Keiji Haino, Kan Mikami, Kazuki Tomokawa, & Tenko.

## Biographie
Yoshizawa commença à jouer d'un manière libre au milieu des années soixante, tout d'abord dans les groupes de Yōsuke Yamashita (en) et de Kazunori Takeda, et participa également à la fameuse jam session avec Elvin Jones durant la tournée japonaise de John Coltrane en 1966. Le propre trio de Yoshizawa avec Mototeru Takagi était réputé pour avoir été un groupe pivot du free jazz japonais, bien qu'il n'en soit resté que peu d'enregistrements. En 1969, Yoshizawa joua avec le célèbre quartet de Masahiko Togashi ainsi que dans le groupe New Directions de Masayuki Takayanagi.
Yoshizawa fut un pionnier dans les soli de basse. Dans les années quatre-vingt-dix, Yoshizawa commença à expérimenter les effets de sa basse 5 cordes désignée par lui-même. Il passa 6 mois à jouer à New York en 1989-1990.

## Discographie
Solo
- Compilation, Inspiration and Power 14 (Trio, 1973; CD reissue, PJL, 2003)
- Inland Fish (Trio, 1974; CD reissue, PJL, 2003)
- The Cracked Mirror and the Fossil Bird (Kojima, 1975; CD reissue, PSF, 1994)
- Outfit - Bass solo II (Trio, 1976; CD reissue, PJL, 2004)
- From the faraway nearby (PSF, 1992)
- Empty Hats (PSF, 1994)
- Play unlimited (PSF, 1997)
- Compilation, Halana #3 magazine/CD (Halana, 1997)
- Compilation, Halana #4 magazine/CD (Halana, 1998)
- It's a day - Last bass solo live video (Pelmage Records, 1999)

Duos, trios, quartets
- We now create, Masahiko Togashi Quartet (Victor, 1969; CD reissue, Bridge, 2006)
- Independence, Masayuki Takayanagi and New Directions (Teichiku,1969)
- Call in Question, Masayuki Takayanagi & New Directions (PSF, 1993; recorded 1970)
- Live Independence, Masayuki Takayanagi & New Directions (PSF, 1994; recorded 1970)
- Dreams, avec Dave Burrell (Trio, 1974; CD reissue, PJL, 2003)
- Duo and Trio Improvisation, avec Derek Bailey (Polydor, 1978; CD reissue, Disk Union, 1992)
- Aida's Call, avec Derek Bailey, Kaoru Abe & Toshinori Kondo (Starlight Furniture Company, recorded 1978)
- OOPS, avec Takao Haga (T.H.I.S., 1980)
- Kita (Nord), avec Kaoru Abe (ALM, 1981)
- Kozan, avec Hirokazu Yamada & Mototeru Takagi (Tiara, 1986)
- Live in the First Year of Heisei Vol.1, avec Keiji Haino & Kan Mikami (PSF, 1990)
- Live in the First Year of Heisei Vol.2, avec Keiji Haino & Kan Mikami (PSF, 1990)
- Gobbledygook NY Live, avec Ikue Mori, Butch Morris, Elliot Sharp (PSF,1990)
- Angels have passed, avec Takehisa Kosugi & Haruna Miyake (PSF, 1992)
- Deep Sea/Abyss, avec Mototeru Takagi (PSF, 1993)
- Uzu, avec Barre Phillips (PSF, 1996)
- Company in Japan vidéo, avec Shonosuke Okura, Koichi Makigami, Sachiko Nagata, Kenichi Takeda, Wataru Okuma, Kazue Sawai, Derek Bailey, Yukihiro Isso & Keizo Inoue (Incus, 1996)
- Welcome - Motoharu Yoshizawa Last Live, avec Gyaatees (Captain Trip, 1999)
- Okidoki, avec Barre Phillips & Kim Dae Hwan (Chap Chap Records, 1999)
- Domo Arigato Derek Sensei, avec Henry Kaiser (Balance Point Acoustics, 2006)

Participations en tant qu'invité
- Steve Lacy, Stalks (Nippon Columbia, 1975)
- Steve Lacy, The Wire (Nippon Columbia, 1977)
- Christopher Yohmei Blasdel, Voices from afar, voices from within (Teichiku, 1990)
- Tenko, At the top of Mt. Brocken (RecRec, 1993)
- Kan Mikami & Kazuki Tomokawa, Goen (PSF, 1993)
- Kazuki Tomokawa, Playing with Phantoms (PSF, 1993)
- Kazuki Tomokawa, Hitori Bon-odori (PSF, 1994)
- Kikuchi Masaaki, Bass sonority (Bass workshop vol.1) (Soup disk, 1995)
- Lawrence D. Butch Morris, Testament : A Conduction Collection (New World, 1996)
- Evan Parker, Synergetics - Phonomanie III (Leo, 1996)
- Company, Epiphany by Company (Incus, 2001)